# 나콘시탐마랏 공항
나콘시탐마랏 공항(태국어: ท่าอากาศยานนครศรีธรรมราช, 영어: Nakhon Si Thammarat Airport IATA: NST, ICAO: VTSF )은 태국 나콘시탐마랏에 있는 도시 나콘시탐마랏주의 공항이다. 공항은 도시에서 14km 떨어져 있다. 도착 터미널의 수용능력은 시간당 188명, 출발 터미널의 수용능력은 시간당 215명이다. 나콘시탐마랏 공항은 보잉 737기 2대, ATR 72기 2대, 헬기장 2대를 보유하고 있다. 총면적 2,902,400제곱미터이다.

## 역사

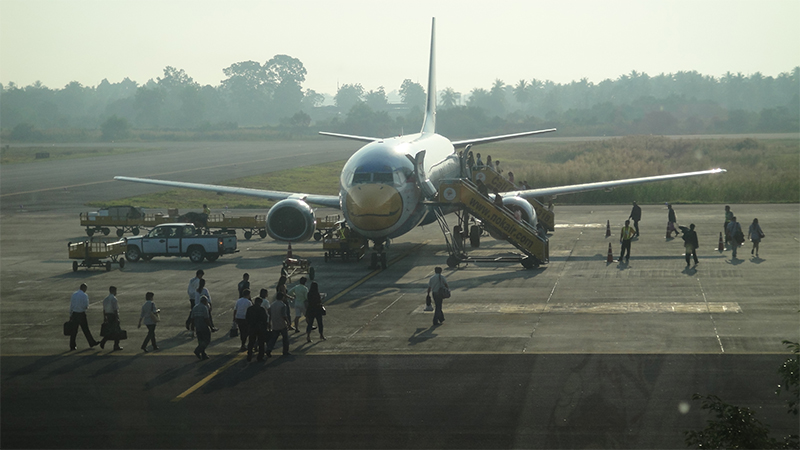
나콘시탐마랏 공항에 있는 녹에어

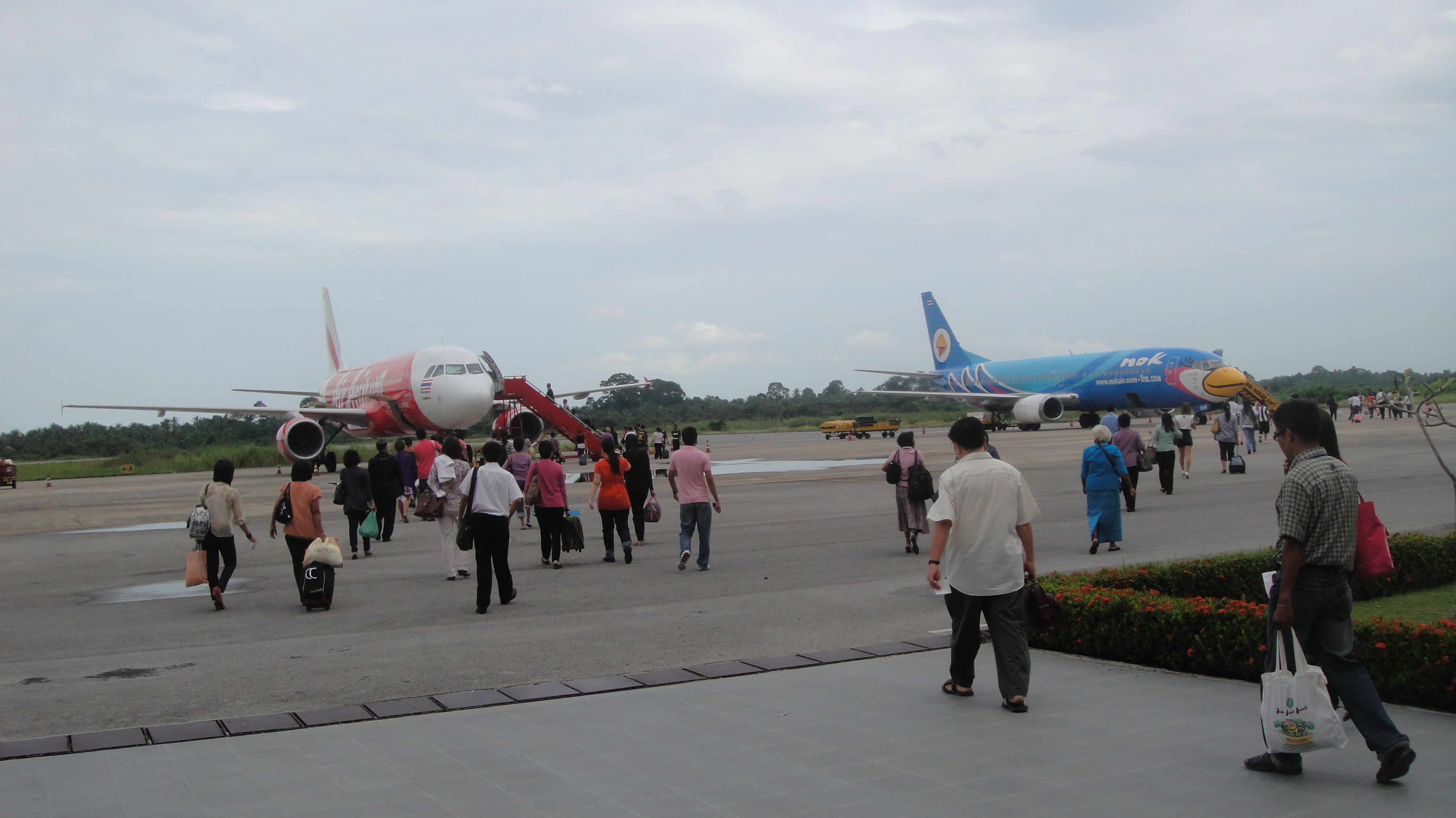
나콘시탐마랏 공항에 주차 및 출발 준비하고 있는 녹에어 및 타이 에어아시아 항공기

나콘시탐마랏 공항의 첫 번째 서비스는 1998년 12월 1일 방콕의 타이 항공과 PB에어에 의해 이루어졌다.
나콘시탐마랏 공항이 개항하기 전인 1985년부터 나콘시탐마랏은 차이안 공항군 지역 4번지를 임시로 이용했으며, 쇼트 360 항공기로 수랏타니에서 나콘시탐마랏까지 타이항공을 이용했고, 나콘시탐마랏에서 첫 서비스를 받았다. 그 후 나콘시탐마랏 공항은 서빙 항공사로 녹에어, 타이 에어아시아, 원투고 항공이 공항을 운영했다. 타이항공과 PB에어는 나콘시탐마랏행 운항을 중단했다.
2008년 7월 22일, 태국 민간항공국은 7월 22일부터 9월 15일 사이에 오리엔트 타이 항공사가 운영하는 원투고 항공 인증서의 효력을 정지시켰다. 그리고 오리엔트 타이 항공사에서 이미 인증을 받은 원투고 항공 때문에 그들의 운행이 나콘시탐마랏 공항으로 중단되었다.
현재, 나콘시탐마랏 공항의 녹에어와 타이 에어아시아는 방콕에서 출발하는 직항 노선을 가지고 있으며, 총 비행 횟수는 하루 평균 7회 정도 된다.
나콘시탐마랏 공항은 승객이 많아졌다. 나콘시탐마랏 도지사와 나콘시탐마랏 공항장은 관광, 경제 증진, 나콘시탐마랏 지방으로부터의 승객 증가, 그리고 가까운 지방으로 가기 위해 나콘시탐마랏 공항을 이용하려고 한다. 소개하자면, 활주로는 2,100미터에서 2,600미터까지 연장되어 있다.
2013년 7월 12일, 나콘시탐마랏 공항은 Royal Tai Gazette에서 세관의 공항에 발행되었으며, 장관 규정 중 10/1번은 항구나 장소, 세관 공항, 국경 승인 방법 및 세관 ACT 2553에 발행되었다. 2013년 7월 1일 키티라트 나 라농 재무부 장관의 데이트. 그 결과 나콘 시 탐마랏 공항은 국제선으로부터 항공기와 상품을 수입하고 수출할 수 있었다.

## 시설
- 터미널 빌딩 용량 : 7,985 평방 미터, 도착 터미널 : 375 평방 미터, 출발 터미널 : 375 평방 미터. 도착 승객 : 시간당 188 명의 승객과 출발 승객 : 시간당 125 명의 승객, 총 313 명의 승객.[1]
- 최대 항공기 : 하루 32 항공편.
- 최대 승객 : 2,504 명 / 일.
- 항공기 주차 공간 : 17,000 평방 미터 (85 x 200 미터), 보잉 737 2 칸, ATR 72 2 칸, 헬리콥터 2 칸.
- 활주로 : 45 x 2,100 미터
- 총 모든 공간 : 2,902,400 평방 미터.

## 항공사 및 목적지
| 공기 호스        | 목적지      | 항공편 / 주 | 말   |
| ---------------- | ----------- | ----------- | ---- |
| 녹에어           | 방콕 돈므앙 | 6           | 하인 |
| 타이 에어아시아  | 방콕 돈므앙 | 4           | 하인 |
| 타이 라이온 에어 | 방콕 돈므앙 | 4           | 하인 |

- Fly'n'ride 서비스와 Fly'n't. 녹에어 페리 서비스
  - 카놈 (4편/일)
  - Ta Sala (4회 비행/일)
  - 코사무이 (3편/일)
  - 팡안섬(3편/일)
  - 쿵송(2편/일)
  - 따오섬(2회 비행/일)
  - 키리원(하루 1편)

- 타이 에어아시아의 버스센터 및 페리 서비스
  - 코사무이 (3편/일)
  - 팡안섬 (2편/일)
  - 카놈 (1일 비행)
  - 따오섬 (1회 비행)

## 통계
| 년     | 항공편 (비행 / 년) | 승객 (인 / 년) | 카고 (킬로그램 / 년) | 우편 (킬로그램 / 년) | 여객 변동수 (%) |
| ------ | ------------------ | -------------- | -------------------- | -------------------- | --------------- |
| 1995년 | 796                | 30,079         | 93,656               | 0                    | 0.0             |
| 1996년 | 898                | 39,805         | 75,228               | 0                    | 32.33           |
| 1997년 | 1,070              | 62,755         | 134,265              | 0                    | 57.66           |
| 1998년 | 1,240              | 69,979         | 140,177              | 0                    | 11.22           |
| 1999년 | 726                | 74,712         | 271,891              | 0                    | 6.76            |
| 2000년 | 788                | 82,687         | 373,336              | 115                  | 10.67           |
| 2001년 | 1,352              | 92,583         | 425,723              | 0                    | 11.97           |
| 2002년 | 1,262              | 90,921         | 546,462              | 0                    | 1.80            |
| 2003년 | 1,705              | 104,340        | 820,998              | 0                    | 14.76           |
| 2004년 | 2,048              | 131,957        | 1,105,237            | 0                    | 26.47           |
| 2005년 | 2,160              | 146,435        | 1,369,876            | 0                    | 10.97           |
| 2006년 | 2,275              | 193,231        | 983,837              | 0                    | 31.96           |
| 2007년 | 3,488              | 396,737        | 1,587,848            | 0                    | 105.32          |
| 2008년 | 2,636              | 299,075        | 1,205,442            | 0                    | 24.62           |
| 2009년 | 2,458              | 297,257        | 1,108,671            | 0                    | 0.61            |
| 2010년 | 3,365              | 406,792        | 811,327              | 0                    | 36.85           |
| 2011년 | 4,610              | 555,015        | 684,214              | 0                    | 36.44           |

- 각주 : 태국 민간항공국[2]